# Rengha Rodewill
Rengha Rodewill (Hagen, 1948. október 11. –) német fényképész, író, festő, grafikus és táncos.

## Művei
- Zwischenspiel – Lyrik, Fotografie. Zusammen mit Eva Strittmatter. Plöttner Verlag, Leipzig 2010, ISBN 978-3-86211-005-6
- Einblicke – Künstlerische – Literarische – Politische. Die Bildhauerin Ingeborg Hunzinger. Mit Briefen von Rosa Luxemburg. Karin Kramer Verlag, Berlin 2012, ISBN 3-87956-368-3
- Bautzen II – Dokumentarische Erkundung in Fotos mit Zeitzeugenberichten und einem Vorwort von Gesine Schwan. Vergangenheitsverlag, Berlin 2013, ISBN 978-3-86408-119-4
- Hoheneck – Das DDR-Frauenzuchthaus, Dokumentarische Erkundung in Fotos mit Zeitzeugenberichten und einem Vorwort von Katrin Göring-Eckardt. Vergangenheitsverlag, Berlin 2014, ISBN 978-3-86408-162-0
- -ky's Berliner Jugend – Erinnerungen in Wort und Bild. Zusammen mit Horst Bosetzky. Vergangenheitsverlag, Berlin 2014, ISBN 978-3-86408-173-6
- Angelika Schrobsdorff – Leben ohne Heimat (Biografie). Bebra-Verlag, Berlin 2017, ISBN 978-3-89809-138-1